# Kaashidhoo (Kaafu-atol)
Kaashidhoo is een van de bewoonde eilanden van het Kaafu-atol behorende tot de Maldiven.

## Demografie
Kaashidhoo telt (stand september 2006) 943 vrouwen en 1018 mannen.